# I'm Walkin'
"I'm Walkin'" is een nummer uit 1957 van Fats Domino.
Hij schreef het nummer samen met Dave Bartholomew, een vaste medewerker. De single was Domino's derde single op rij die nummer 1 in de R&B Best Sellers-hitlijst veroverde en "I'm Walkin'" bleef zes weken op deze positie staan. De saxofoonsolo op het nummer werd gespeeld door Herbert Hardesty. Andere muzikanten op de single zijn Lee Allen (saxofoon), Frank Fields (bas), Earl Palmer (drums) en Walter "Papoose" Nelson (gitaar).
Het nummer is gecoverd door Ricky Nelson, Nancy Sinatra, John Paul Young en Tom Petty & the Heartbreakers.

## NPO Radio 2 Top 2000
| Nummer met noteringen in de NPO Radio 2 Top 2000 | '06  | '07  |
| ------------------------------------------------ | ---- | ---- |
| I'm Walkin'                                      | 1558 | 1796 |

1. ↑  Een vetgedrukt getal geeft de hoogste notering aan.
2. ↑  2006 was het eerste jaar met een notering voor dit nummer.
3. ↑  Deze tabel is bijgewerkt tot en met de laatste editie (2024).